# 金色の文字使い-勇者四人に巻き込まれたユニークチート-
『金色の文字使い-勇者四人に巻き込まれたユニークチート-』（こんじきのワードマスター ゆうしゃよにんにまきこまれたユニークチート）は、十本スイによる日本のライトノベル作品。イラストはすまき俊悟が担当している。元々は「小説家になろう」において2013年7月から2024年1月まで連載されたオンライン小説で、富士見ファンタジア文庫 (KADOKAWA) から2014年5月より2018年3月まで書籍化刊行された。2019年10月時点で電子版を含めたシリーズ累計部数は150万部を突破している。
メディアミックスとして、尾﨑祐介によるコミカライズが『エイジプレミアム』（KADOKAWA）にて2014年11月号（Vol.39）より2015年9月号（Vol.49）まで連載後、『月刊ドラゴンエイジ』（同）2015年8月号より連載中。『カドコミ』（同）でも配信されている。

## あらすじ
同級生の丘村日色、青山大志、鈴宮千佳、皆本朱里、赤森しのぶは異世界【イデア】の国王によって勇者として転生させられるが、王女によれば転生した勇者の数は4人だけだという。ステータスを確認してみると日色の称号は《巻き込まれた者》であり、彼以外の4人の転生に“文字通り”巻き込まれていた。そもそもつるむのが好きではなかった日色は、国王に不審なものを感じたこともあり、1人で冒険を始める。
人間界・獣人界編（第1巻 - 第7巻）
トーチュー山脈にてアノールド・オーシャン、ミュア・カストレイアと出会ったヒイロは、バーバラスベアを倒したことをきっかけに、共に行動するようになる。冒険を進め、ロギ山脈に到着すると、水分不足で倒れていたウィンカァ・ジオを介抱したことをきっかけに、彼女も一行に加わる。その後、ライドピークを借りることはあったが基本的にはこの4人で冒険を進め、リンテンブに到着したときにはパーティ登録も行なっている。
魔界編（第8巻 - 第11巻）
獣王国・パシオンに到着し、前のパーティとは別れたヒイロ。一度は別れたライドピークと再会し、魔界へと冒険を進める。
彼はグルーミー草原にて、倒れているシウバ・プルーティスを助けると、シウバがヒイロにお供する形で共に冒険をすることになる。シウバはリリィン・リ・レイシス・レッドローズの執事であり、ヒイロの協力の元、彼女から頼まれていた金バラの入手に成功した。
その後、リリィンは礼としてヒイロをもてなした際、彼のユニーク魔法の強さに惹かれ、共に冒険をするように持ちかける。半ば強引ではあるが、お互いの野望もあり、ヒイロは、リリィン、シウバ、そしてリリィンのメイドのシャモエ・アーニールと共に魔界への旅へとくりだす。一行は道中バンブーヒルを訪れた際、バンブーベアというモンスターに育てられた人間・ニッキと出会う。養親を失ったニッキは、強くなるためにヒイロに弟子入りするという形でパーティに加わる。また、この時点でニッキは言葉が喋れないため、ヒイロは「競争相手がいた方が言語の上達が早い」という理由で、ライドピークのミカヅキを文字魔法「人間化」によって人間の姿に変える。
魔界大戦編（第12巻 - ）
ヒイロ一行は魔国ハーオスへと到着し、魔王グラン・イヴェアム・アーリー・イブニングと出会う。人魔同盟締結会議を控えていたグランは、自分が留守の間は国の戦力が手薄になるため、国の防衛をヒイロに頼む。フォルトゥナ大図書館の震度5の入管許可証発行と引き換えにヒイロはこの願いを受け入れる。
そして人魔同盟締結会議当日、魔人、人間そして獣人のそれぞれの裏切り行為により魔界では人間族、魔神族、獣人族が入り乱れ戦いとなる。

## 登場人物

### ヒイロとヒイロと共に冒険をする者たち
丘村日色
この物語の主人公。丘村日色、オカムラヒイロ、ヒイロオカムラ、タロウタナカ。巻き込まれてイデアに転生した。魔法は無属性。ユニーク魔法使いであり「文字魔法」使い。その能力はしばしばチートと本人も言っている。
その行動原理は徹底的な自分至上主義。自分の利益にならないなら何の躊躇もなく困っている者を無視する。乱暴者ではないので、能動的に絡むようなことはしない。一方で、一切の偏見を持たずニュートラルな態度で接するため、ミュアを始めとしてまっすぐさに好意を抱くものも多い。
本と食への興味が強く、異世界の様々な本を読んだり独特な食事を楽しむためだけに世界を回っており、アノールドたちからはこの2つで興味を釣れば彼の協力を得られると看破されている。
彼の魔法は、描いた文字を媒介として日色の想像力による補正付きであらゆる現象を発現させるものであり、その強制力は異世界のルールを完全に無視する。最初は直近に対して1文字だけ発動するだけでかなりのMPを消耗する代物だったが、レベルの向上に従い複数の文字を同時に発動したり遠くに飛ばしたりもできるようになった。
たった数字で無数の意味を包括しうる「日本語」を使っての発動であるため、1文字だけでも汎用性が高い。また、消費MPは文字数や遠近など発動方法に依存するため、該当する言葉さえあれば致命傷からの回復や高威力攻撃ですら割と気軽に行える。また、異世界において日本語は未知の言語であり、何を発動しようとしているか分かりづらいため初見殺しとしての性質も高い。
アノールド・オーシャン
獣人族の一種である犬人。かつて奴隷だった頃に耳を切られており、人間のようなつけ耳をしている。ミュアのことを娘のように愛しているほか、他の幼女への姿勢から、ヒイロからロリコン呼ばわりされている。化装特性は風。代表的な化装術は「風の牙」「風陣爆爪」「爆風転化」
ミュア・カストレイア
獣人族の幼女。父親の名前はギン。ヒイロのことが好き。心優しい少女。旅の中で化装術を身につけた。化装特性は雷。代表的な化装術は「雷の牙」
ウィンカァ・ジオ
獣人族と魔人族のハーフである金狐の少女で、Sランクの冒険者でもある。彼女が愛用する武器を作ってくれた父親を捜して旅をしている。ヒイロのことが好き。代表的な技は「一ノ段疾風」「二ノ段渦巻」「三ノ段大車」「四ノ段一閃」「五ノ段火群」
リリィン・リ・レイシス・レッドローズ
魔人族。幼い見た目に反し、実年齢は200歳以上。魔法は無属性。ユニーク魔法の一種である「幻夢魔法」の使い手である。この魔法は精神に働きかけ幻覚を見せるものであり、砂漠に現れた大量のモンスターを瞬殺するほどの威力を持つ。
シウバ・プルーティス
リリィンの執事である精霊族。魔法は闇属性で、「プールボール」や「ダークゲート」といった魔法を用いる。マゾヒスト。モンスターの毒の攻撃を無力化するなどの力も持つ。
シャモエ・アーニール
獣人族と魔人族のハーフ。リリィンの館のメイド。巨乳。
ニッキ
バンブーベアに育てられた人間。ヒイロの弟子。忘れっぽい所がある。ミカヅキと競いながら言語を学んでいる。代表的な技「爆拳」
ミカヅキ
元ライドピーク。メス。ヒイロの「人間化」に寄って人間の姿に。元々懐いていたので、やはり彼女(？)も好意を持っている。

### 転生人
青山大志
勇者。転生された勇者の中で唯一男。勇者の中ではリーダー的存在。魔法は光属性。代表的な魔法として「サンダーショック」「ライトアロー」などがある。
なお、彼らは国王とその周囲の者たちから一方的な情報だけを与えられ、程々の訓練とクエストで自信を付けていた所で魔人族との諍いに巻き込まれる羽目となった。結果、自分たちがただ利用されて振り回されていただけだったことを知る。
鈴宮千佳
勇者。大志に思いを寄せているが素直にはなれていない。サバサバしている。魔法は光属性。代表的な魔法として「ライトアロー」などがある。
皆本朱里
勇者。魔法は光属性。代表的な魔法として「グリーンバインド」などがある。
実はヒイロと面識があり、いくらかの信頼を抱いている様子。異性としての好意の有無は不明。
赤森しのぶ
勇者。関西弁。魔法は光属性。代表的な魔法として「パラライズ」などがある。

### 人間族
ルドルフ・ヴァン・ストラウス・アルクレイアム
人間国・ヴィクトリアスの王。人間族のことを一番に考える。リリス以外の娘を勇者転生の魔法の際、2人を反動死で亡くし、1人を昏睡状態に陥らせている。
帰還魔法の実在性が不明瞭な上に平然と他人を巻き込もうとする態度から、ヒイロからは早々に怪しまれた。実際、帰還魔法など存在せず、挙句の果てには娘たちを犠牲にしてまで呼び出した勇者たちを魔人族への攻撃の正統性のためだけに捨て駒にしていた。
リリス
第一王女。やっとの思いで勇者転生の魔法に成功した。
ジュドム・ランカース
元ギルドマスター。衝撃王。その殺気は引退した今も衰えない。強さと人間力から慕うものも多い。代表的な技「拍手衝」
ウェル
勇者の教育係。ジュドムとルドルフの板挟みの中勇者の育成に励んでいる。

### 獣人族
レオウード・キング
獣王。衝撃と炎の波状攻撃を得意とする一方、血の気が多く、しばしば戦闘バカとも称される。主な技極大焔牙撃。
ククリア・キング
第一王女。
ミミル・キング
第二王女。声が出せなかったが、ヒイロの魔法でしゃべれるようになった。ヒイロが隠密行動中だったので「自分は精霊」という形で口止めされていたが、アノールドたちに看破された。
レッグルス・キング
第一王子。
レニオン・キング
第二王子。
雷候・バリド
獣王国三銃士の1人。SSランク。鳥の見た目をしている。
闇飼・クロウチ
獣王国三銃士の1人。闇属性。ヒイロのことをタロウと呼ぶ。猫の見た目をしている。代表的な技は「魔腐土の陣」「十愚の黒撃」など。
物を格納できる亜空間を形成する魔法と、ゾンビを創り出す魔法が使える。亜空間は空気がないため生物は格納すると死んでしまうが、ゾンビであれば問題はない。亜空間内部からの脱出は不可能だが、喋らずとも使用できる上にあらゆるルールを無視して言葉の意味を遂行する文字魔法の前では相性が最悪だった。
氷漠・プティス
獣王国三銃士の1人。氷属性。ペンギンの見た目をしている。

### 魔人族
イヴェアム・グラン・アーリー・イブニング
魔国ハーオスを治める魔王で、兄は先代の魔王である。ただし、レベルは直属護衛隊より上というわけではない。ヒイロに惹かれている。本が好き。代表的な魔法は、「コスモエンド」。
戦いのない世の中を目指している理想主義者だが、人間との同盟が「魔人族にとって一方的に破棄しても何の問題もない」「人間族は勝ち筋の1つである不意打ちなどが潰されて極めて不利」「先代の魔王が一方的に同盟を破棄した」などの事情が致命的だという認識がないため、全く信用されないことが理解できず、内心いら立ちを募らせている。
魔王直属護衛隊（クルーエル）

アクウィナス・リ・レイシス・フェニックス
序列一位で、魔眼の将を持つ。属性は闇。代表的な魔法は「コスモエンド」「デットアロー」「第三の剣・束縛する巨大剣（ナイトクレイモア）」。
マリオネ
序列二位。チューガイを部下に持つ。戦いを好む。
テッケイル・シザー
序列三位。諜報員として各地を飛び回る。絵を操るユニーク魔法使い。テニー・クウェス、ナザー・スクライドなどの偽名をつかう。
オーノウス
序列四位。獣人と魔人のハーフ。アクウィナスとの信頼関係は深い。
シュブラーズ
序列五位。魔人陣営では少ない女性の1人。巨乳。魔王のイヴェアムとは仲もいい。
グレイアルド
序列六位。クルーエルでは若手。
イーラオーラ
元クルーエル。実力は折り紙付。今は魔界と人間界をつなぐムーティヒの橋の警護を任されている。

### 精霊族
ニンニアッホ
精霊女王。ヒイロとミュアの前に現れた。ミュアに力を授ける。オルンという妖精と行動を共にしている。

## 既刊一覧

### 小説
| タイトル                                                | 初版発行日（発売日）       | ISBN              |
| ------------------------------------------------------- | -------------------------- | ----------------- |
| 金色の文字使い -勇者四人に巻き込まれたユニークチート-   | 2014年5月25日（5月20日）   | 978-4-04-070114-1 |
| 金色の文字使い2 -勇者四人に巻き込まれたユニークチート-  | 2014年7月25日（7月19日）   | 978-4-04-070131-8 |
| 金色の文字使い3 -勇者四人に巻き込まれたユニークチート-  | 2014年11月25日（11月20日） | 978-4-04-070385-5 |
| 金色の文字使い4 -勇者四人に巻き込まれたユニークチート-  | 2015年3月25日（3月20日）   | 978-4-04-070386-2 |
| 金色の文字使い 外伝 -ユニークチートの異世界探訪記-      | 2015年5月25日（5月20日）   | 978-4-04-070554-5 |
| 金色の文字使い5 -勇者四人に巻き込まれたユニークチート-  | 2015年7月25日（7月18日）   | 978-4-04-070556-9 |
| 金色の文字使い6 -勇者四人に巻き込まれたユニークチート-  | 2015年11月25日（11月20日） | 978-4-04-070557-6 |
| 金色の文字使い 外伝2 -ユニークチートと導かれし仲間たち- | 2016年1月25日（1月20日）   | 978-4-04-070555-2 |
| 金色の文字使い7 -勇者四人に巻き込まれたユニークチート-  | 2016年3月25日（3月19日）   | 978-4-04-070558-3 |
| 金色の文字使い8 -勇者四人に巻き込まれたユニークチート-  | 2016年7月25日（7月20日）   | 978-4-04-070959-8 |
| 金色の文字使い 外伝3 -ユニークチートの魔界見聞録-       | 2016年9月25日（9月17日）   | 978-4-04-070962-8 |
| 金色の文字使い9 -勇者四人に巻き込まれたユニークチート-  | 2016年12月20日（同日）     | 978-4-04-070960-4 |
| 金色の文字使い10 -勇者四人に巻き込まれたユニークチート- | 2017年3月20日（3月18日）   | 978-4-04-070961-1 |
| 金色の文字使い 野望の軌跡編 紅蓮の幻夢使い              | 2017年6月20日（同日）      | 978-4-04-072298-6 |
| 金色の文字使い11 -勇者四人に巻き込まれたユニークチート- | 2017年10月20日（同日）     | 978-4-04-072340-2 |
| 金色の文字使い12 -勇者四人に巻き込まれたユニークチート- | 2017年12月20日（同日）     | 978-4-04-072341-9 |
| 金色の文字使い13 -勇者四人に巻き込まれたユニークチート- | 2018年3月20日（同日）      | 978-4-04-072342-6 |

### 漫画
- 十本スイ（原作）・すまき俊悟（キャラクター原案）・尾﨑祐介（作画） 『金色の文字使い-勇者四人に巻き込まれたユニークチート-』 KADOKAWA〈ドラゴンコミックスエイジ〉、既刊23巻（2025年6月9日現在）
  1. 2015年3月20日初版発行（同日発売[21][22]）、ISBN 978-4-04-070542-2
  2. 2015年11月20日初版発行（同日発売[23]）、ISBN 978-4-04-070752-5
  3. 2016年3月19日初版発行（同日発売[24]）、ISBN 978-4-04-070838-6
  4. 2016年9月20日初版発行（9月17日発売[25]）、ISBN 978-4-04-072023-4
  5. 2017年3月18日初版発行（同日発売[26]）、ISBN 978-4-04-072213-9
  6. 2017年9月8日初版発行（同日発売[27]）、ISBN 978-4-04-072437-9
  7. 2018年3月9日初版発行（同日発売[28]）、ISBN 978-4-04-072630-4
  8. 2018年9月7日初版発行（同日発売[29]）、ISBN 978-4-04-072879-7
  9. 2019年4月9日初版発行（同日発売[30]）、ISBN 978-4-04-073138-4
  10. 2019年7月9日初版発行（同日発売[31]）、ISBN 978-4-04-073254-1
  11. 2019年12月9日初版発行（同日発売[32]）、ISBN 978-4-04-073421-7
  12. 2020年5月9日初版発行（同日発売[33]）、ISBN 978-4-04-073657-0
  13. 2020年10月9日初版発行（同日発売[34]）、ISBN 978-4-04-073841-3
  14. 2021年2月9日初版発行（同日発売[35]）、ISBN 978-4-04-073982-3
  15. 2021年7月9日初版発行（同日発売[36]）、ISBN 978-4-04-074172-7
  16. 2021年12月9日初版発行（同日発売[37]）、ISBN 978-4-04-074347-9
  17. 2022年6月9日初版発行（同日発売[38]）、ISBN 978-4-04-074565-7
  18. 2022年11月9日初版発行（11月8日発売[39]）、ISBN 978-4-04-074757-6
  19. 2023年5月9日初版発行（同日発売[40]）、ISBN 978-4-04-074972-3
  20. 2023年11月9日初版発行（同日発売[41]）、ISBN 978-4-04-075202-0
  21. 2024年5月9日初版発行（同日発売[42]）、ISBN 978-4-04-075430-7
  22. 2024年12月9日初版発行（同日発売[43]）、ISBN 978-4-04-075713-1
  23. 2025年6月9日初版発行（同日発売[44]）、ISBN 978-4-04-075965-4